# Васькино (Афанасьєвський район)
Ва́ськино (рос. Васькино) — присілок у складі Афанасьєвського району Кіровської області, Росія. Входить до складу Бісеровського сільського поселення.
Населення становить 8 осіб (2010, 21 у 2002).
Національний склад станом на 2002 рік — росіяни 100 %.